# 城厢镇 (南宁市)
城厢镇，是中华人民共和国广西壮族自治区南宁市武鸣区下辖的一个乡镇级行政单位。。辖区面积247.48平方公里，2018年末户籍人口113044人。

## 行政区划
城厢镇下辖以下地区：
建设社区、解放社区、和平社区、灵水社区、渡头社区、标营社区、新兴社区、红岭社区、五海村、灵源村、大皇后村、濑琶村、九联村、九里村、六联村、共和村、萃英村、香泉村、联兴村、文合村、大梁村、大同村、合旗村、马香村、邓广村、从广村、夏黄村、平等村和串钱村。